# Carpaccio (gastronomia)
Il carpaccio è un piatto freddo che, nella sua ricetta originale, è costituito da sottili fettine di carne cruda di manzo, condite con olio, sale e pepe, che possono essere servite con scaglie di parmigiano o altri ingredienti, e una salsa definita "salsa universale Cipriani" a base di maionese e panna. La ricetta venne inventata nel 1963 da Giuseppe Cipriani, proprietario dell'Harry's Bar di Venezia.
Dato il successo riscosso dal piatto, il termine "carpaccio" è anche genericamente usato per definire un qualsiasi piatto a base di fettine di carne o pesce crudi, a cui vengono aggiunti olio d'oliva o altri ingredienti (salse o scaglie di formaggio grana), a seconda della versione.

## Descrizione
Trattandosi di un piatto da servire crudo, la carne deve essere sempre freschissima, mai decongelata.
Il controfiletto di manzo, precedentemente ben raffreddato, viene affettato a coltello. Le fettine sottilissime sono disposte su un piatto e condite con sale e pepe, poi riposte in frigorifero per alcuni minuti. Prima di essere servito, il carpaccio viene decorato con la "salsa universale Cipriani", preparata mescolando la maionese (tuorli d'uovo, olio d'oliva, succo di limone, sale e pepe bianco) con aggiunta di panna fresca, senape, salsa Worcester e brandy.

## Storia
Il nome del piatto si deve Giuseppe Cipriani, proprietario dell'Harry's Bar di Venezia, che un giorno del 1963 preparò il piatto, a base di carne cruda, appositamente per un'amica, la contessa Amalia Nani Mocenigo, quando seppe che i medici le avevano vietato la carne cotta. Il nome venne dato in onore del pittore Vittore Carpaccio, poiché a Cipriani il colore della carne cruda ricordava i colori intensi dei quadri del pittore, delle cui opere si teneva in quel periodo una mostra nel Palazzo Ducale di Venezia. Secondo alcuni il quadro del Carpaccio che avrebbe ispirato Cipriani sarebbe la Predica di santo Stefano (Museo del Louvre, Parigi).
(Giuseppe Cipriani, “L’angolo dell’Harry’s Bar”, 1978)

## Altre preparazioni
Nella cucina piemontese esiste una tipologia di carpaccio conosciuto come carne cruda all'albese (considerata un antipasto e non anche un secondo piatto), che consiste di carne cruda di manzo, arricchita di una marinatura di olio di oliva, scaglie di parmigiano o tartufo bianco.

### I carpacci di pesce

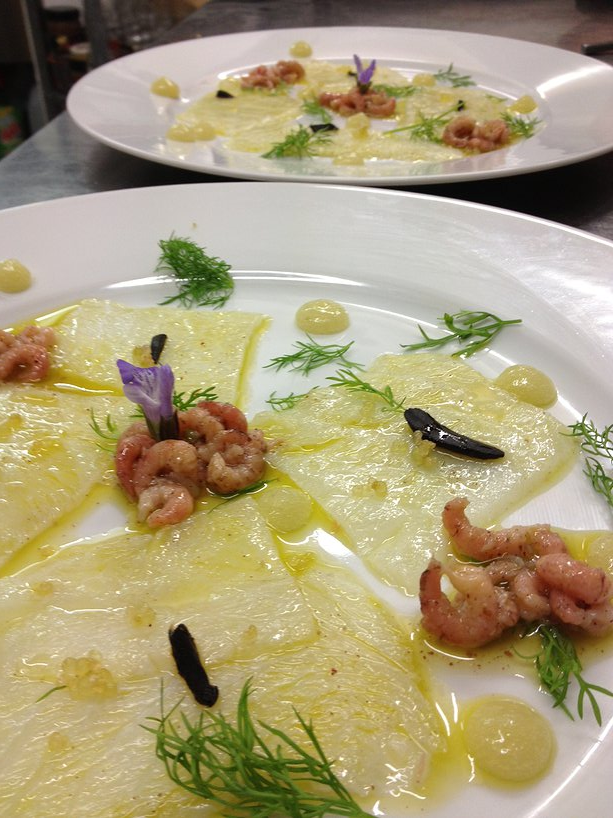
Carpaccio di baccalà

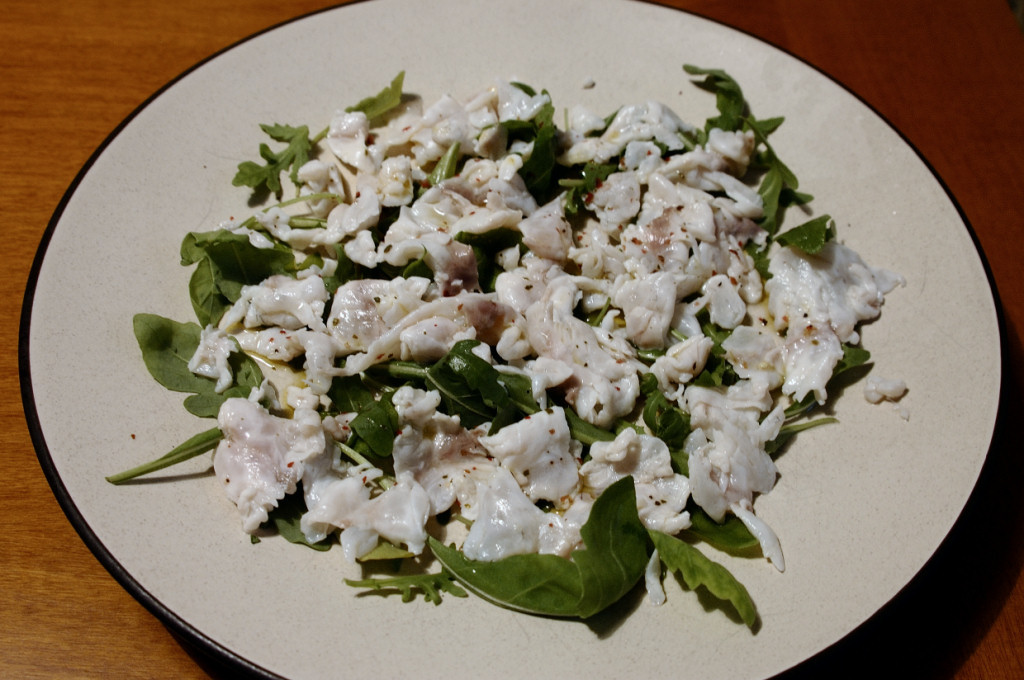
Carpaccio di branzino

Altra preparazione di questo tipo è il carpaccio di pesce, ove le fette di carne sono sostituite da sottili fette di filetto di pesce crudo, di solito pesce spada, baccalà, tonno rosso o salmone, conditi con solo olio, sale e pepe, o anche con una marinatura.
Il termine "carpaccio" può essere comunque utilizzato anche per indicare ricette a base di pietanze cotte. È il caso, ad esempio, del carpaccio di polpo, la cui ricetta prevede la cottura del polpo - dalle carni notoriamente assai dure senza questo trattamento - prima del procedimento di preparazione del carpaccio.